# Каспер Поульсен
Каспер Поульсен (дан. Kasper Povlsen, нар. 26 вересня 1989, Раннерс) — данський футболіст, що грав на позиції півзахисника.

## Клубна кар'єра
У дорослому футболі дебютував 2007 року виступами за команду «Орхус», в якій провів вісім сезонів, взявши участь у 150 матчах чемпіонату.
Протягом 2015—2017 років захищав кольори клубу «Гобро».
Завершив ігрову кар'єру у команді «Вендсюссель», за яку виступав протягом 2017—2018 років. У грудні 2018 року Поульсен оголосив, що завершить кар'єру в кінці року через серйозні травми.

## Виступи за збірні
2005 року дебютував у складі юнацької збірної Данії (U-16), загалом на юнацькому рівні взяв участь у 25 іграх.
У 2009–2011 роках залучався до складу молодіжної збірної Данії, з якою був учасником домашнього молодіжного чемпіонату Європи 2011 року, де зіграв у всіх трьох матчах, а данці не вийшли з групи. Всього на молодіжному рівні зіграв у 18 офіційних матчах.